# Petroman, Timiș
Petroman este un sat ce aparține orașului Ciacova din județul Timiș, Banat, România.

## Legături externe

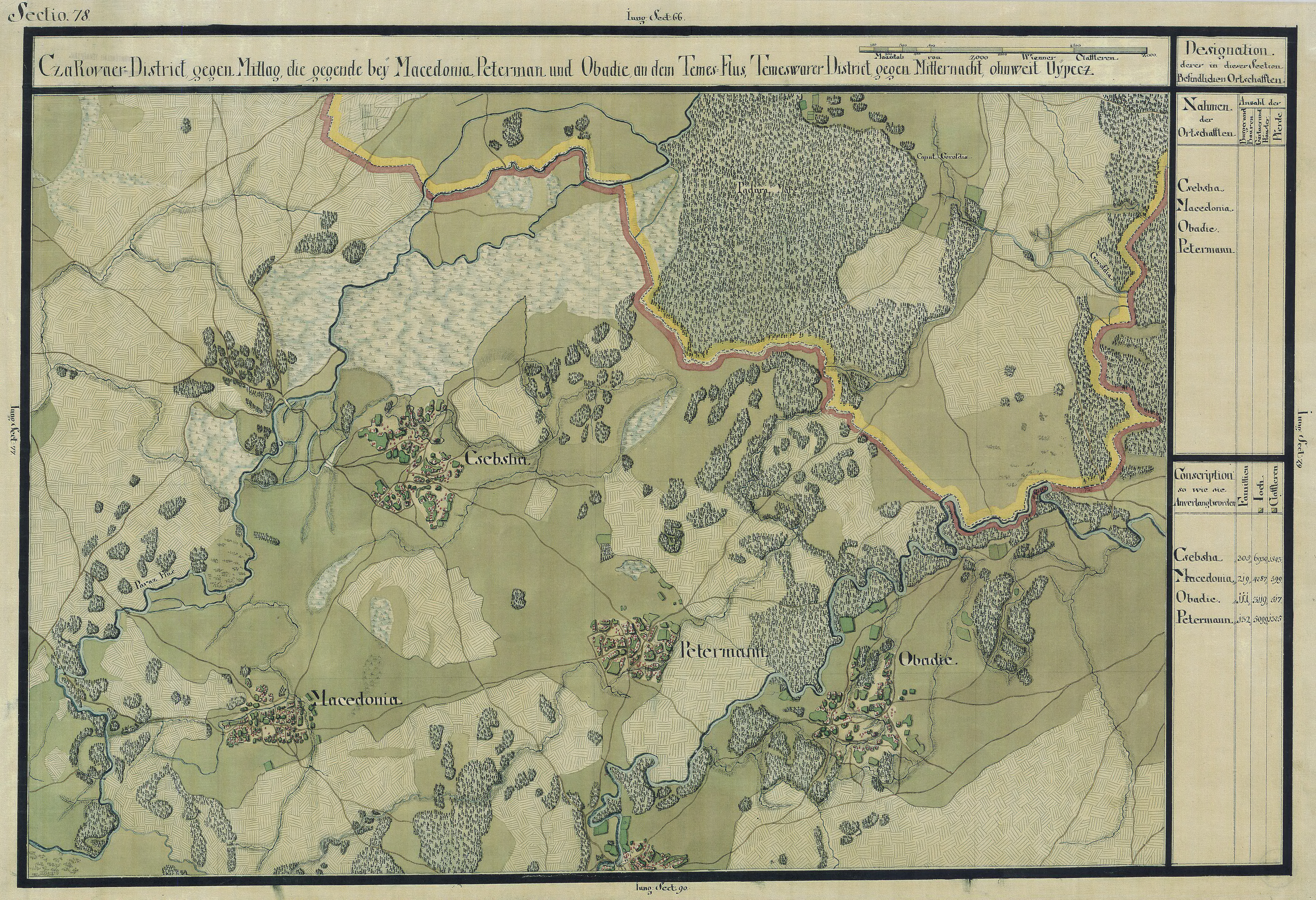
Petroman în Harta Iosefină a Banatului, 1769-72